# Équipôle de Corlay
 (avril 2025).
L’équipôle de Corlay est un complexe équestre, créé par l'agrandissement de l'hippodrome préexistant, nommé « Le Petit Paris ».
Il accueille des courses hippiques et des épreuves de sports équestre, notamment d'endurance.

## Localisation
Le site est vallonné et les pistes suivent le dénivelé. L'ensemble est situé sur deux communes des Côtes-d'Armor (Le Haut-Corlay et Canihuel). L'hippodrome a pris le nom d'une troisième, Corlay.

## Histoire
L'hippodrome a été créé en 1905. La société des courses qui gère l'hippodrome a investi notamment dans le tracé d'une troisième piste et la construction de box. Le but est de faire de l'équipôle le centre d'entraînement et de compétitions d'endurance en Bretagne.

## Activités
Avec trois réunions par an en plat et obstacle, l'hippodrome est renommé pour son cross country qui traverse la route départementale, les champs de blé ou de maïs selon les années. Il accueille aussi des épreuves d'endurance, de complet et d'attelage. À terme, la ville de Corlay ambitionne de devenir le pôle régional d'endurance en Bretagne, un centre de formation et de perfectionnement dans cette discipline.